# Jacob Stålbom
Jacob Stålbom (eller Ståhlbom), född omkring 1700–1720 i Trosa, var från 1737 borgmästare i Trosa stad. 
Han var troligen son till sin företrädare, Gustaf Stålbom. Han var gift med  Christina Nordahl och hade åtminstone en dotter, Brita Christina Stålbom, född 1 januari 1738 i Trosa. Hemvisten var Berga.